# Luiz Henrique dos Santos Júnior
Luiz Henrique dos Santos Júnior (Salvador, 17 gennaio 1998) è un calciatore brasiliano, difensore del Retrô.

## Caratteristiche tecniche
È un terzino sinistro.

## Palmarès

### Competizioni statali
- Copa Santa Catarina: 1

Brusque: 2019
- Campionato Paranaense: 1

Londrina: 2021

### Competizioni nazionali
- Campeonato Brasileiro Série D: 1

Mirassol: 2020